# Hotel New Otani Tokyo
Pour les articles homonymes, voir Otani.
Le Hotel New Otani Tokyo (ホテルニューオータニ, Hoteru Nyū Ōtani), aussi appelé Hotel New Otani Main Building pour le différencier de la tour de l'hôtel, est un hôtel japonais situé dans l'arrondissement Chiyoda de Tokyo. Construit en 1964, l'hôtel comprend 1 479 chambres et 39 restaurants. Avec sa hauteur de 65 mètres, il était le bâtiment le plus haut du Japon de 1964 à 1968. 

## Histoire

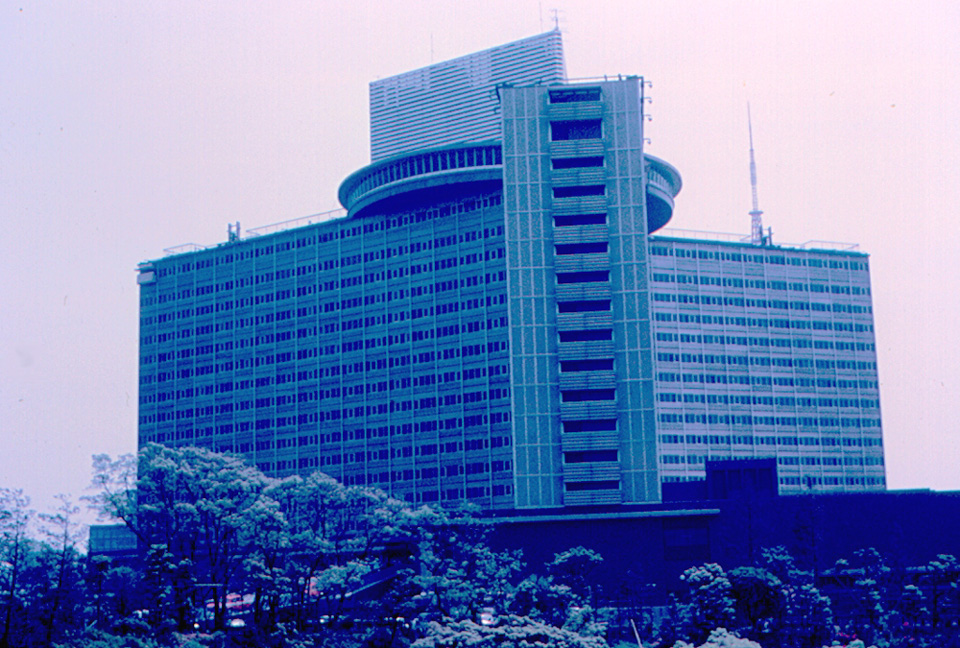
L'hôtel en 1967.

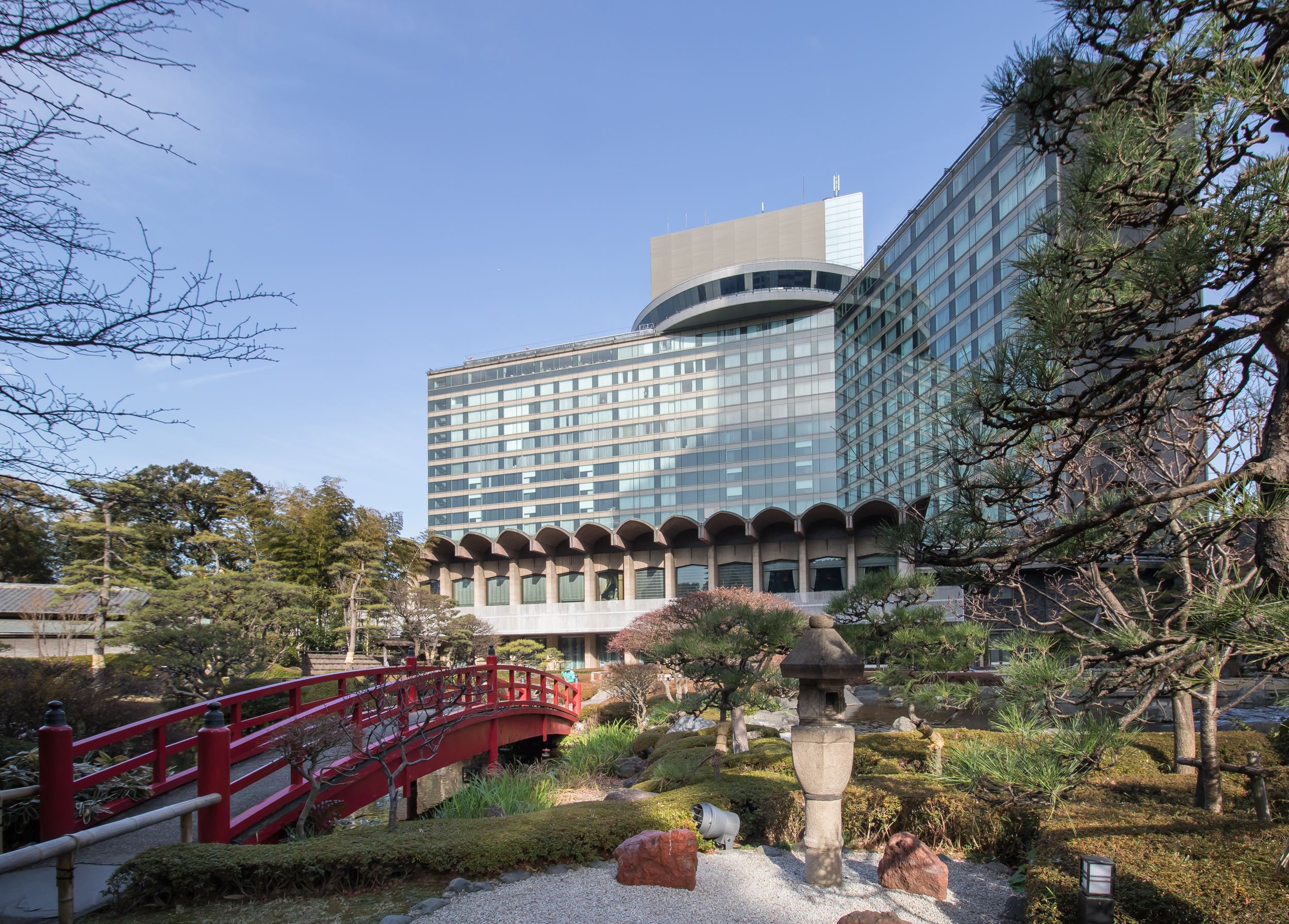
Jardin traditionnel.

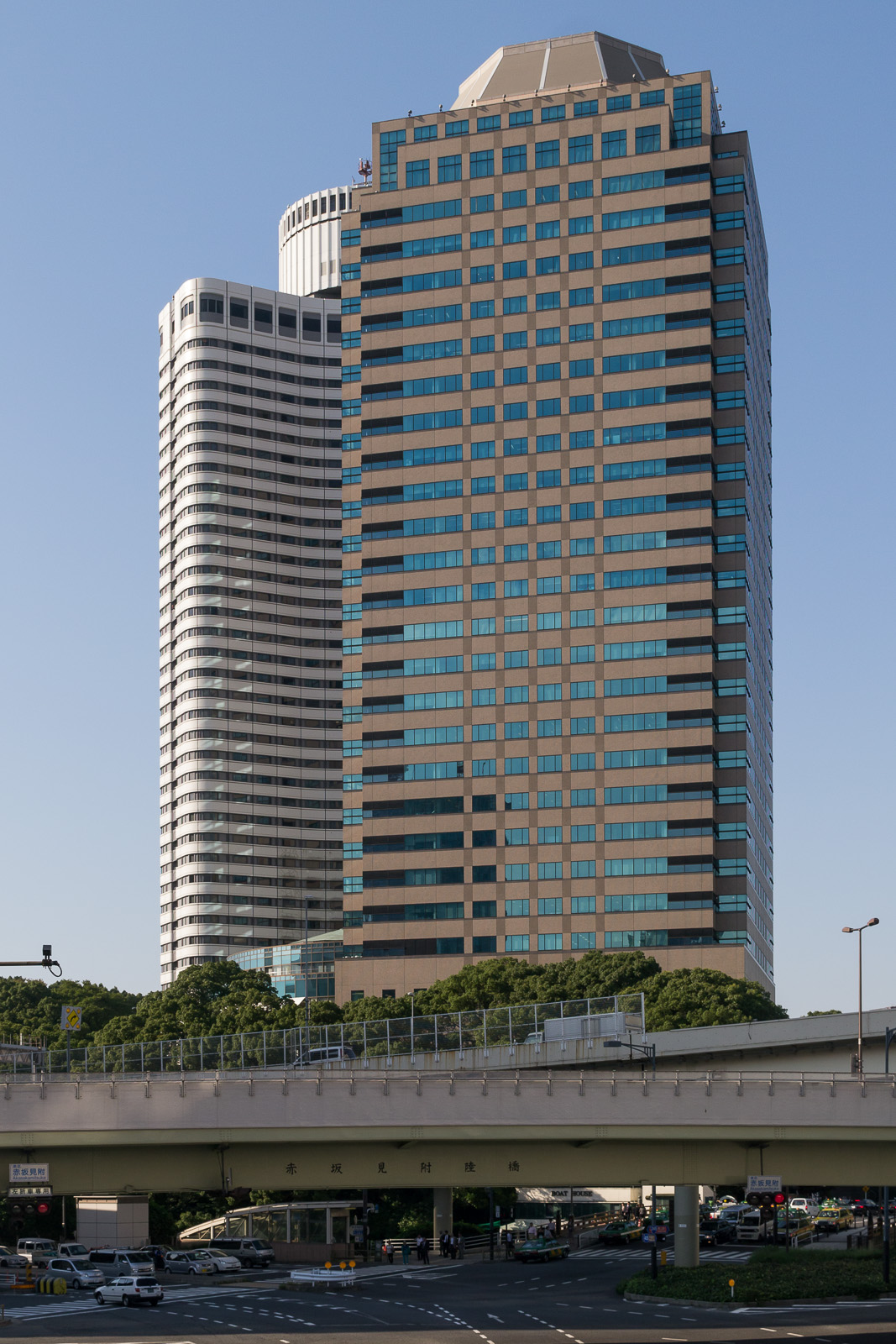
Hotel New Otani Garden Court.

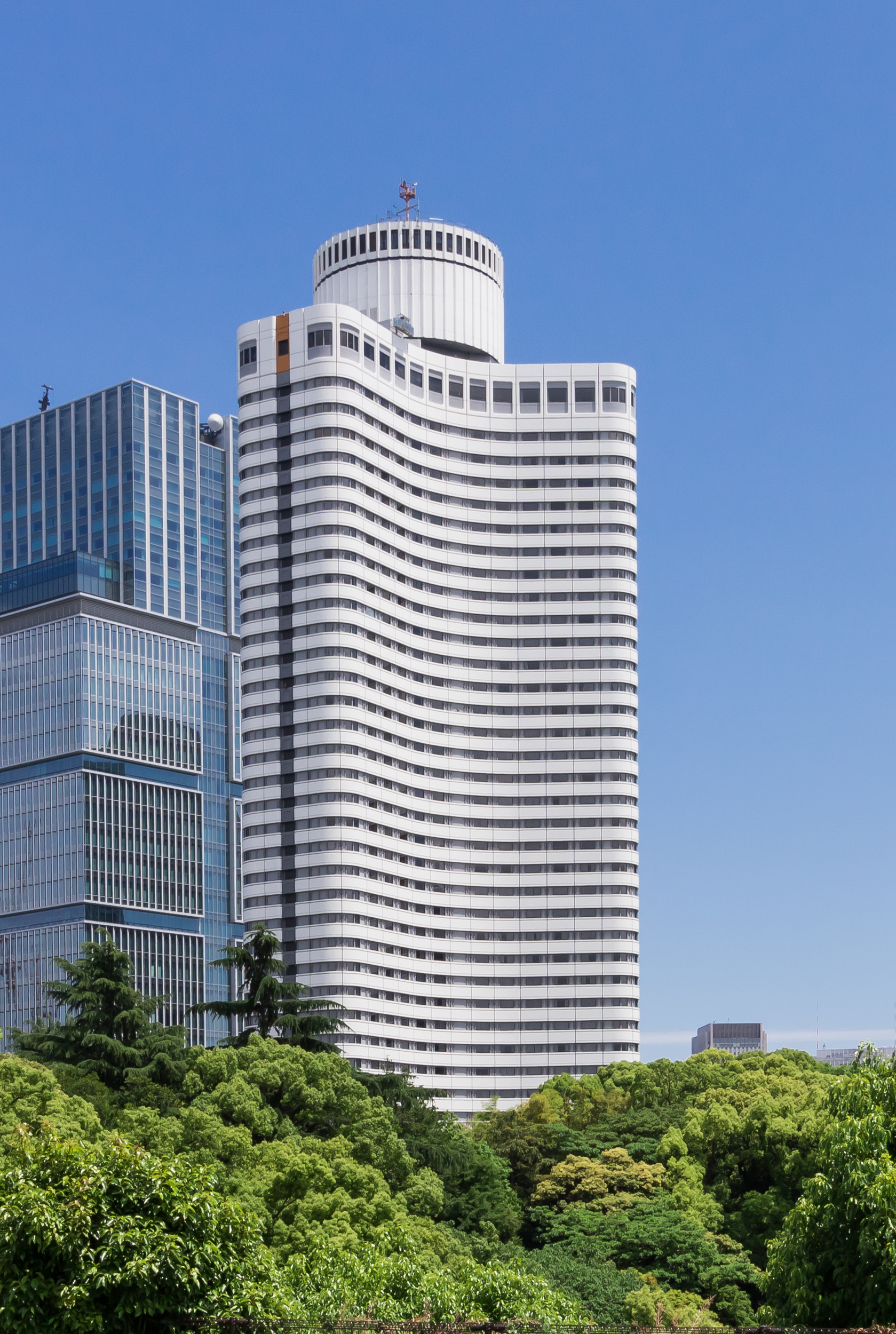
Hotel New Otani Garden Tower.

À la demande du gouvernement japonais, la construction d'un hôtel est envisagée en vue des Jeux olympiques d'été de 1964. Face à une pénurie urgente de logement pour les athlètes, l'ancien lutteur sumo Yonetarō Ōtani (ja) accepte que le gouvernement bâtisse sur une parcelle de terre qui lui appartenait en 1962. Le terrain était anciennement propriété de l'éminente maison Fushimi-no-miya, en plus d'avoir été l'ancienne résidence du samouraï Katō Kiyomasa. Un hôtel de 1 085 chambres est rapidement construit sur place, en utilisant de nouvelles technologies comme celle du mur-rideau et des toilettes en unités préfabriquées. Le jardin de 400 ans est cependant préservé pour faire partie intégrante du complexe. Le futur hôtel était en partenariat avec les hôtels Sheraton et porte alors le nom Otani-Sheraton Hotel, mais au moment de sa complétion, le partenariat n'était plus en vigueur, et l'hôtel ouvre sous le nom du New Otani Hotel le 1er septembre 1964, juste avant le début des Jeux olympiques.
De 1964 à 1968, il est le plus haut bâtiment de la ville, mais finit par être détrôné par le Kasumigaseki Building. L'hôtel était devenu une figure iconique de la ville, notamment pour son restaurant tournant. Le New Otani est utilisé comme lieu de tournage en 1967 pour le film de James Bond On ne vit que deux fois en tant que le repère du vilain Ernst Stavro Blofeld. En 1974, l'hôtel est agrandi, avec l'ouverture d'une tour de 40 étages (Garden Tower). L'hôtel apparaît dans le film japonais de 1977 Ningen no Shōmei (en) en tant qu'indice pour résoudre le meurtre. Une succursale du restaurant français La Tour d'Argent ouvre en 1984 au rez-de-chaussée, le premier établissement de l'enseigne hors de France. En 1991 est ajoutée une seconde tour, comptant 30 étages (Garden Court). L'édifice principal est rénové en 2007 pour lui donner son apparence actuelle, avec ses grandes baies vitrées. Le 7 avril 2012, 59 clients de l'hôtel subissent une intoxication alimentaire au Norovirus. Les cuisines de l'hôtel ainsi que de plusieurs restaurants avoisinants ont fermé pendant un certain temps dû à l'incident.
En référence aux trois grandes branches du clan Tokugawa pendant l'époque d'Edo, l'Hôtel impérial, l'Hôtel Okura et le New Otani sont appelés ensemble Gosanke (御三家, littéralement « trois grandes maisons »).

## Invités spéciaux
En 1976, l'hôtel a pris la place du palais d'Akasaka, la maison d'hôtes nationale. Les deux lieux sont les principaux emplacements utilisés pendant le sommet du G7 de 1979, celui de 1986, et celui de 1993. Il est aussi le lieu de résidence pour les dirigeants mondiaux s'étant rendus aux funérailles de Hirohito en 1989 et au couronnement d'Akihito l'année suivante. Cela se reproduit pour le couronnement de Naruhito en 2019.
On compte aussi comme invités le dirigeant yougoslave Josip Broz Tito, le président américain Bill Clinton, le président hongrois Árpád Göncz, le roi de Norvège Harald V, le premier-ministre britannique Tony Blair, le président vietnamien Nguyễn Minh Triết, le premier-ministre chinois Wen Jiabao et le président Hu Jintao, le premier-ministre canadien Stephen Harper, ainsi que Theresa May, première-ministre du Royaume-Uni.